# Rotundrela
Rotundrela is een geslacht van spinnen uit de familie mierenjagers (Zodariidae).

## Soorten
Het geslacht kent de volgende soorten:
- Rotundrela orbiculata Jocqué, 1999
- Rotundrela rotunda Jocqué, 1999